# Паршин Сергій Іванович
Сергій Іванович Паршин (нар.. 28 травня 1952, Кохтла-Ярве, Іда-Вірумаа, Естонська РСР, СРСР) — радянський і російський актор театру та кіно, народний артист Російської Федерації (1999), лауреат Державної премії Російської Федерації.
Фігурант бази даних центру «Миротворець».

## Біографія
У 1973 році закінчив Лгитмик (нині — РГІСІ; майстерня Василя Меркур'єва і Ірини Мейєрхольд). Ще будучи студентом грав в спектаклях Александрінського театру (тоді Пушкінського). Після закінчення театрального інституту був прийнятий в трупу Александрінського театру.
Через три роки роботи в театрі до актора прийшов перший успіх. Про його виконання ролі Труффальдіно в спектаклі «Зелена пташка» за п'єсою Карло Гоцці критика писала:

Шахраюватий і дотепний, його герой запам'ятався глядачам як одне з яскравих досягнень вистави. Справа тут і в впевненому володінні технікою, і в так властивому молодому артисту почутті гумору, вміння сміятися над своїм персонажем і в той же час прощати йому, бачити в герої щось близьке собі.

Виконував роль солдата Івана Варєжкіна в популярній дитячій програмі «Казка за казкою» Ленінградського телебачення. Співпрацює з драматичним театром «Притулок Комедіанта».
Крім роботи в театрі і кіно, активно займається дубляжем. Його перша робота в цій сфері — дубляж ролі Стівена Коллінза у французько-німецькому фільмі «Федора» під керівництвом Валерія Чечунова на кіностудії «Ленфільм». Володіє м'яким і приємним голосом, серед озвучених ним персонажів — професор Максиміліан П. Артуро у виконанні Джона Ріс-Девіса (серіал «Вир світів»), Обелікс у виконанні Жерара Депардьє, агент Кей у виконанні Томмі Лі Джонса («Люди в чорному 3») та інші.
Відомий за ролями в телерекламі, почав зніматися в ній, щоб оплатити лікування хворий на рак дружини.
У 2012—2013 роках був ведучим пізнавальної програми «Прожитковий мінімум» на телеканалі 100ТВ. У 2017 році — ведучий в циклі програм «Відображення подій 1917 року» телеканалу «Разом-РФ».
Секретар Спілки театральних діячів Російської Федерації, також за сумісництвом будучи головою Санкт-Петербурзького регіонального відділення.

## Родина
- Перша дружина — Тетяна Федорівна Астратьєва (1950—2006), актриса, театральний режисер-педагог в Школі російської драми імені І. О. Горбачова. Познайомилася з Сергієм у ЛДІТМіК та вийшла заміж за нього в 1971 році. Померла від раку.

Син — Іван Паршин (нар.. 1973), актор театру, кіно і дубляжу.
- Друга дружина — Наталія Іванівна Кутасова (нар.. 1955), актриса, працює в театрі на Василівському. У шлюбі з Сергієм з 2008 року.

## Визнання і нагороди
- 1988 рік — Заслужений артист РРФСР.
- 1999 рік — Народний артист Російської Федерації.
- 2003 рік — Державна премія Російської Федерації — за роль Городничого в спектаклі «Ревізор» (реж. В. Фокін).
- 2006 рік — Орден Пошани — за великий внесок у розвиток театрального мистецтва і досягнуті творчі успіхи[11].
- 2010 рік — нагороджений вищою петербурзької премією «Золотий софіт» в номінації «Найкраща роль другого плану».
- 2016 рік — Орден Дружби — за заслуги в розвитку вітчизняної культури і мистецтва, засобів масової інформації, багаторічну плідну діяльність[12]

## Творчість

### Ролі в театрі

#### Студентські вистави
- «Валентин і Валентина» Михайла Рощина
- «Тартюф» Мольєра
- «Любов, джаз і чорт» Ю. Грушеса

#### Александринський театр
- 1973 — «Іній на стогах» Л. Моісеєва
- 1973 — «Час пік» Є. Ставінського
- 1973 — «Гаряче серце» О. Островського
- 1973 — «На дні» М. Горького
- 1974 — «Пригоди Чичикова» за Миколою Гоголем
- 1976 — «Зелена пташка» Карло Ґоцці. Режисер: Н. Шейко — Труффальдіно
- 1977 — «Аеропорт» Артур Гейлі — Джордан
- 1977 — «Рембрандт» Д. Кедріна — Баннінг Кук
- 1978 — «Унтиловськ» Леоніда Леонова — Редкозубов
- 1980 — «Тринадцятий голова» А. Абдулліна — Кудашев
- 1981 — «Іванов» А. П. Чехова — Боркін
- 1983 — «Мелодія для павліна» Освальда Заградника — Белан
- 1996 — «Три сестри» А. П. Чехова. Режисер: Ростислав Горяєв — Андрій Прозоров
- 1997 — «Сказання про царя Петра і убитого сина його Олексієві» Ф. Горенштейна. Режисер: Олександр Галибін — Толстой
- 2002 — «Ревізор» М. В. Гоголя. Режисер: Валерій Фокін — Ревізор

### Фільмографія
- 1973 — Розумні речі —  Музикант
- 1978 — Зав'ялівські диваки —  Єгорка
- 1981 — Росія молода —  Олександр Данилович Меншиков
- 1981 — Товариш Інокентій —  Петров
- 1982 — Шкура віслюка —  Рудий
- 1982 — Поліська хроніка —  епізод
- 1982 — З тих пір, як ми разом —  Анатолій, брат Наді
- 1983 — За синіми ночами —  Юра, чоловік Галі Кузнєцової
- 1983 — Місце дії —  шофер Безфамільний
- 1983 — Сім годин до загибелі —  Євген Олександрович, кандидат медичних наук
- 1983 — Пригоди Шерлока Холмса і доктора Ватсона: Скарби Агри —  полісмен Джеймс, який охороняє скриньку зі скарбами (2-га серія) (немає в титрах)
- 1984 — Нехай цвіте Іван-чай —  міліціонер
- 1984 — І ось прийшов Бумбо... —  Рауль де Бражелон, борець, службовець цирку Прожілов
- 1985 — Зимова вишня —  спортсмен Сашко
- 1985 — У глушині, що стріляє —  Митрій Хромов
- 1986 — Лівша —  тульський майстер-зброяр
- 1986 — Червоний камінь —  Степан Єгоришев
- 1987 — Дзеркало для героя —  шахтар-стахановец Пухарев
- 1987 — Щасливо залишатися! (Короткометражний) —  Олександр Борисович Лобанов, старший тренер жіночої збірної
- 1987 — Острів загиблих кораблів —  російський матрос
- 1988 — Скарб —  Михайло
- 1989 — Мандрівний автобус —  п'яниця-колгоспник
- 1989 — Кончина —  Леха (озвучив інший актор)
- 1990 — Анекдоти —  Нечипоренко, санітар / забіяка на весіллі / співробітник НКВД / міліціонер
- 1990 — Рій —  Тимофій Заварзін, інспектор рибнагляду, багатодітний батько
- 1990 — Хранителі —  Том Бомбадил
- 1991 — Поки грім не вдарить —  Олексій Воронін
- 1992 — 22 червня, рівно о 4 годині... —  Василь Брагін
- 1992 — Драбина світла —  епізод
- 1992 — Сни про Росію —  російський морський офіцер
- 1992 — Ти у мене одна —  Дорослий Олексій коливання (на фотографії)
- 1993 — Макаров —  меценат-бандит Савелій Фунтів
- 1994 — Прохиндіада 2 —  рекетир Паша
- 1994 — Літак летить до Росії —  Іван, сільський тракторист
- 1994 — Російський транзит —  художник Федір (ФЕД)
- 1995 — Час печалі ще не прийшов —  Гриня / Григорій Пєчкін
- 1995 — Зимова вишня —  хокеїст Саша
- 1997 — Анна Кареніна[13] —  камердинер доктора
- 1997 — Вулиці розбитих ліхтарів (серія «Подорожні») —  Валерій Петрович Шаахов, власник автомайстерні
- 1999 — Страсний бульвар —  Юрій, пасажир з синочком
- 2001 — Дикарка —  Михайло Тарасич Боєв, сусід Ашметьєва і Зубарєва
- 2001 — Начальник каруселей —  епізод
- 2001 — Розповідь про Федота-стрільця —  Шотландський посол
- 2001 — Ніро Вульф і Арчі Гудвін —  Фергус Крамер, інспектор поліції
- 2001 —  2003 — Вовочка —  Перевірений
- 2001 —  2004 — Чорний ворон —  В'ячеслав Михайлович Лімонтьєв, академік, керівник проєкту з видобутку алмазів
- 2002 — У нас всі будинки —  епізод
- 2003 — Вечірній дзвін —  батько Коляна
- 2004 — Опера. Хроніки вбивчого відділу —  підполковник Мартинюк
- 2004 — Рагін —  Топтун
- 2004 — Сищики-3 —  майор Григорій Романович Горіщёкін
- 2004 — Тимур і його командос —  батько Жені і Ольги
- 2004 — Шанс (короткометражний) —  відвідувач
- 2004 — Загибель імперії —  Рябіков
- 2004 — Нові пригоди Ніро Вульфа і Арчі Гудвіна[13] —  Фергус Крамер, інспектор поліції
- 2005 — Своя людина —  Георгій Олександрович Каштанов
- 2005 — Бій з тінню —  батько Віки
- 2005 — Сищики-4 —  майор Григорій Романович Горищьокін
- 2006 — Секретні доручення —  Курлов, батько Сергія
- 2006 — Викрадення горобця —  Олександр Олександрович поживає
- 2007 — Ім'я користувача «Албанець» (телесеріал) Псевдонім «Албанець» —  генерал Семен Петрович Ремезов
- 2007 — Даїшники —  професор університету  (фільм № 3 «Кримінальний професор»)
- 2007 — Справа честі —  Бєлов
- 2007 — Любов під наглядом —  Сергій Громов, батько Насті
- 2007 — Нічні відвідувачі —  Матвій, головний режисер театру
- 2008 — Життя, якої не було —  Сергій Миколайович Гусєв
- 2008 — Псевдонім «Албанець» -2 —  генерал Семен Петрович Ремезов
- 2009 — Лейтенант Суворов —  Георгій Самохін, колишній офіцер царської армії
- 2009 — Останній кордон —  Олександр Ілліч Кульбаба, старший лісничий
- 2009 — Господиня тайги —  Владлен Андрійович, прокурор
- 2009 —  2011 — Хмари над пагорбами —  російський генерал Куропаткін
- 2010 — Псевдонім «Албанець» -3 —  генерал Семен Петрович Ремезов
- 2011 — Останній кордон. Продовження —  Олександр Ілліч Кульбаба, старший лісничий
- 2011 — Чистий проба —  Кім Семенович Товстик, батько Семена
- 2012 — Вікторія —  Михайло Павлович, батько Вікторії
- 2012 — Зовнішнє спостереження —  Гена
- 2012 — Псевдонім «Албанець» -4 —  генерал Семен Петрович Ремезов
- 2013 — Мама буде проти —  Петро Гаврилович Тюленєв
- 2013 — Незабудки —  Матвій Миколайович, сусід Артема по кімнаті
- 2014 — Хтось втрачає, хтось знаходить —  Семен Данилович Кремньов, батько Клима
- 2015 — Краще не буває —  Пяткіна, генерал, дідусь Лери
- 2015 — Нерозрізані сторінки —  Ігор Володимирович Никоненко, полковник
- 2015 — Народжена зіркою —  епізод
- 2017 — Халупа боржника —  Олексій Степанович Турбінін, батько Елли
- 2017 — Лабіринти —  Аркадій Михайлович, батько Марини
- 2018 — Одне життя на двох —  Єгор Ілліч Капітонов, секретар Ленінградського обкому
- 2018 — Мельник —  Андрій Андрійович Кочетков, один Мельника, опер на пенсії
- 2018 — Три в одному-3 —  Юрій Семенович, батько Інги
- 2018 — Сімейна таємниця —  Станіслав Михайлович
- 2018 — Реалізація —  Василь Федорович Трубілін, генерал-майор поліції, начальник ГУ МВС по Санкт-Петербургу і Ленінградської області
- 2018 — Три в одному-4 —  Юрій Семенович, батько Інги
- 2019 — Крик тиші —  Трифонов
- 2019 — Три в одному-5 —  Юрій Семенович, батько Інги

## Озвучування
- 1978 — Федора — Баррі Детвайлер у молодості[14]
- 1981 — Регтайм — Колхауз Вокер-молодший[14]
- 1989–1990 — Просто Марія[13][15] — Віктор Каррено  — Хайме Гарса;  Герман Каррено  — Порфіріо Бас;  Клементе Реєс  — Костянтино Костас,  Естебан  — Хосе Роберто Гілл;  Доктор Альберто Рівера  — Сервандо Манцетті;  Хосе Ігнасіо Лопес  — Тоньо Маурі
- 1992 — Дракула Брема Стокера[15] — граф Дракула (для прокату в 1992)
- 1992 — В облозі — Кейсі Райбек[14]
- 1997 — Титанік[16] — Льюїс Бодін, Томмі Раян
- 1998 — Армагеддон[16] — Чарльз Чаппл
- 1999 — Стюарт Літтл — кіт Сніжок[14]
- 2001 — Планета мавп[16] — сенатор Надо
- 2001 — Корпорація монстрів — Саллі[17]
- 2001 — Володар перснів: Братерство персня[16] — частина чоловічих ролей — закадровий переклад (режисерська версія)
- 2002 — Астерікс і Обелікс: Місія Клеопатра[16] — Обелікс
- 2002 — Стюарт Літтл 2 — кіт Сніжок[14]
- 2006 — Рожева пантера[16] — жандарм Жільбер Понтон
- 2010 — Історія іграшок 3 — Лотсо[18]
- 2011 — Смурфики — Папа Смурф[14]
- 2011 — Пірати Карибського моря: На дивних берегах[16] — Генрі Пелем
- 2013 — Університет монстрів — Саллі[17]

### Озвучування мультфільмів
- 2011 — Смішарики. ПІН-код — Білі ведмеді (серія № 17 «Берегиня»)